# Yukihiro
Yukihiro Awaji (淡路 幸宏, Awaji Yukihiro), conhecido profissionalmente por yukihiro, é o atual baterista da banda de rock L'Arc~en~Ciel e também como líder do Acid Android.

## Carreira

### Antecedentes
Nasceu em 24 de novembro de 1968 em Chiba, distrito próximo de Tokyo. Sua família é constituída por seu pai, que trabalhava em uma companhia, sua mãe (que por sua vez trabalhava instruindo pessoas a como vestir kimono) e uma irmã mais nova. Teve uma infância comum referente a qualquer criança japonesa, indo para a escola (mesmo que não quisesse fazer o colegial) e até participando de clubes escolares. Em uma entrevista, yukihiro disse que participava do clube de corrida de curta distância e que foi expulso por ‘sabotagem’ nos treinos diários (ele corria até um ponto, à frente dos outros e se escondia no mesmo, esperando os outros passarem por lá e então voltava com eles).
Quando entrou no colegial, ele começou a tocar bateria e logo decidiu que seria baterista de rock profissional. Com esses planos, informou aos pais a decisão e que iria sair da escola já que ela não iria ter uso para ele. Contudo teve que se formar e até entrou para a Universidade de Comércio de Chiba. 
Foi lá (durante os poucos dias que ficou) que  tornou-se integrante de Zi:KILL, uma das crescente bandas de rock da época.

### 1989 - 1996
Zi:KILL assinou contrato de gravação com a Extasy Records em 1989. Entretanto, durante as gravações do álbum fora do Japão a banda entrou em desavença e rapidamente Yukihiro foi despedido. Após isso, formou a banda Optic Nerve com o guitarrista Shin Murohime e em 1991 entrou na banda Die in Cries.
Die in Cries publicou seu álbum de estréia "Nothing to Revolution" em 1991. A banda logo popularizou e fizeram uma grande apresentação ao vivo no Nippon Budokan em 1994. Yukihiro não estava satisfeito com a restrita política de criação da banda, mesmo com o sucesso. Algumas músicas que escreveu foram recusadas, por não seguir a linha "Heavy Metal" da banda. Inclusive, alguma dessas músicas, como "trick" e "L'heure", foram depois, em 1999, gravadas com a banda L'Arc~en~Ciel. Die in Cries desbandou em 1995, com seu último álbum "SEED". 
Por algum tempo, Yukihiro ficou trabalhando como baterista free-lancer. Naquela época ele não tinha casa e ficava migrando pelas casas dos amigos. tetsu, líder do L'Arc~en~Ciel, comentou que era difícil de contactá-lo porque ele não tinha celular ou lar fixo.

### 1997 - Atualidade
Quando foi anunciado que o ex-baterista do L'Arc Sakura saiu em 1997, Tetsu, o líder da banda, pediu yukihiro para ajudar a registrar o novo single. Durante esse tempo, eles tinham uma boa relação. Assim, após a sua primeira "come-back" single, "Niji", foi lançado, eles fizeram um show de retorno com yukihiro como baterista suporte. Em 1998 a banda anunciou yukihiro como um membro oficial com o "Outono-Inverno" novo single, seguido pelo álbum Coração. Depois de ingressar L'Arc-en-Ciel, seu mudou a estilização de seu nome para letras minúsculas, para combinar com o resto dos nomes dos membros (o seu nome tinha sido escrito em letras maiúsculas antes).
Apesar de alguns argumentos dos fãs de Sakura, yukihiro rapidamente foi aceito para L'Arc. Sua primeira canção, "A Swell in the Sun", foi jogado como um prólogo, durante sua turnê de 1998. L'Arc-en-Ciel rapidamente se tornou uma das bandas rock mais populares no Japão. Sua turnê foi vendido para fora, o álbum ganhou disco de platina e todos os sete de seus singles no top 10 nas paradas.
Em 1 de julho de 1999, eles lançaram seu sexto e sétimo álbuns Ark e Ray no mesmo dia. Os álbuns atingiu as duas primeiras fileiras, ea turnê foi um sucesso enorme.
L'Arc-en-Ciel parou de atividades até 2003, e cada membro começou seus projetos solo. yukihiro começou Ácido Android, onde ele é o vocalista.
L'Arc-en-Ciel voltou com o single, "Ready Steady Go!", E Sorriso, álbum, após o hiato de três anos em 2004. Depois, seguiu-se com Awake e "Link", em 2005.
Em 2007, L'Arc-en-Ciel lançou o single chamado "My Heart Draws a Dream" e álbum do Kiss O grupo também lançou o single "Drink It Down" para janeiro de 2008, com a música composta por Yukihiro.
Vida Pessoal -
Apesar de sua aparência magra (ele pesa apenas 48 kg), Yukihiro gosta de fast foods, como o chocolate, Coca-Cola, e FishMac McDonald. Devido ao seu estilo de voz suave e solto, alguns de seus fãs se dirigiu a seus modos de falar como "shaberi hiragana".
Equipamentos .
Bateria
Pearl MX Standard Maple Pure White Lacquer + Remo Roto Tom:
Pearl Brass Shell Piccolo Snare 14″ x 3.5″
Tom Tom 10″ x 8″
Floor Tom 14″ x 14″
Floor Tom 16″ x 16″
Remo Roto TOM 6″
Remo Roto TOM 8″
Remo Roto TOM 10″
Bass Drum 22″ x 18″
Hardware 
Pearl Rack System
Cymbals
Sabian HH Séries & AA Séries + Afro:
13″ Flat Hi Hat
16″ Sound Control Crash
10″ Mini Hi Hat
18″ Thin China
8″ China Kang
8″ Afro China Splash
18″ Thin China
12″ Mini China
12″ Mini Hi Hat
10″ Leopard Ride
16″ Sound Control Crash
16″ Chins
Yukihiro signature.
YA-9114P (14″x3.5″) 60,000yen
Shell : Hammered Brass
Hoops : Top-Single Flange / 10 Tensions; Bottom – MasterCast / 10 Tensions
Strainer : SR-010B
SnareWire : S-022
Lugs : FT-35B
Bolts : Top – SST-5042F; Bottom – SST 5038